# Saturniidae
Famille
Les Saturniidae ou saturnidés sont une famille de lépidoptères (papillons) de la super-famille des Bombycoidea.

## Historique et dénomination
La famille des Saturniidae a été créée par l'entomologiste français Jean-Baptiste Alphonse Dechauffour de Boisduval en 1837.

### Synonymie
- Attacidae Blanchard, 1840

## Description
La taille des papillons varie et peut aller d'une taille normale à une très grande taille. Les adultes font de 7,5 à 15 cm d'envergure, et parfois encore plus.

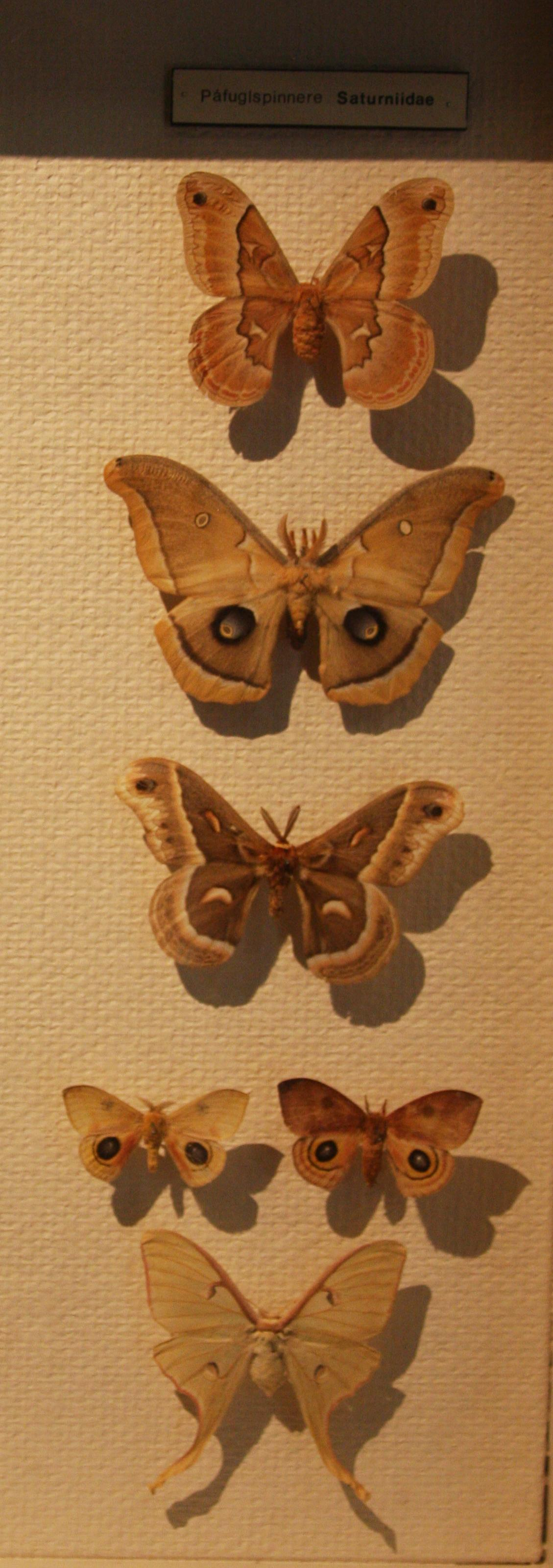
Saturniidae, Muséum d'Histoire Naturelle d'Oslo, Norvège

Les chenilles, à maturité, tissent un gros cocon pour protéger leur chrysalide. Ce cocon est parfois utilisé pour fabriquer des soies grossières.

## Taxinomie
Il existe plus de 2 300 espèces de Saturniidae, réparties dans huit ou neuf sous-familles en fonction des sources :
- Agliinae Packard, 1893
- Arsenurinae Jordan, 1922
- Ceratocampinae Harris, 1841
- Cercophaninae
- Hemileucinae Grote & Robinson, 1866
- Ludiinae Aurivillius, 1904 — désormais incluse dans les Saturniinae en tant que tribu des Micragonini[4].
- Oxyteninae
- Salassinae Michener, 1949
- Saturniinae Boisduval, [1837] 1834